# 三好市立井川中学校
三好市立井川中学校（みよししりつ いかわちゅうがっこう）は、徳島県三好市井川町タクミ田にある公立中学校。

## 基礎データ
最寄駅
- JR徳島線辻駅

## 沿革
- 2006年 - 市町村合併により、三好市立井川中学校となる。

## 部活動
- バレーボール
- 野球
- ソフトテニス
- サッカー
- 卓球
- 吹奏楽

## 著名な卒業生
- 藤川康司 - サッカー選手

## 通学区域が隣接している学校
- 三好市立池田中学校
- 三好市立山城中学校
- 東みよし町立三加茂中学校
- 東みよし町立三好中学校